# Davis Cleveland
Davis Cleveland (Houston, 5 febbraio 2002) è un attore, rapper e cantante statunitense.

## Carriera
Cleveland  dopo essersi trasferito a Los Angeles, ha cominciato a comparire in spot pubblicitari nazionali per McDonald's, Kmart, Nintendo, Microsoft e tanti altri. Cleveland ha partecipato come guest star in alcune serie televisive come Hannah Montana, Coppia di re, Buona fortuna Charlie, Ghost Whisperer, Desperate Housewives e How I Met Your Mother. Nel 2009 ha avuto un ruolo da protagonista come Robby Gunderson per la commedia di Fox Sons of Tucson. Davis ha recitato nella serie di disney channel A tutto ritmo interpretando Flynn Jones, il fratello minore di CeCe Jones (Bella Thorne).Nel 2016 ha partecipato come co-protagonista al film "Il mio amico è una bestia", interpretando Manny, con Jace Norman e Haley Tju. Nel 2017 riprende il ruolo in Il mio amico è una bestia 2.

## Filmografia

### Televisione
- Criminal Minds - serie TV, episodio 4x08 (2008)
- How I Met Your Mother - serie TV, episodio 4x10 (2008)
- Desperate Housewives - serie TV, episodio 5x17 (2009)
- Ghost Whisperer - Presenze (Ghost Whisperer) - serie TV, episodio 5x01 (2009)
- A tutto ritmo (Shake It Up!) - serie TV, 75 episodi (2010-2013)
- Zeke e Luther - serie TV, episodi 2x18, 3x06 (2010-2011)
- Hannah Montana - serie TV, episodio 4x01 (2010)
- Coppia di re (Pair of Kings) - serie TV, episodio 1x06 (2010)
- Buona fortuna Charlie (Good Luck Charlie) - serie TV, episodi 1x25, 2x13 (2011)
- Rizzoli & Isles - serie TV, episodio 4x13 (2014)
- Il mio amico è una bestia (Rufus), regia di Savage Steve Holland – film TV (2016)
- Il mio amico è una bestia 2 (Rufus 2), regia di Savage Steve Holland – film TV (2017)

## Doppiatori italiani
Nelle versioni in italiano delle opere in cui ha recitato, Davis Cleveland è stato doppiato da:
- Francesco Ferri in A tutto ritmo
- Riccardo Suarez in Coppa di re
- Ruggero Valli ne Il mio amico è una bestia, Il mio amico è una bestia 2

## Singoli
- Monster Mash (2011) feat. Adam Irigoyen e Kenton Duty
- Roam feat. Adam Irigoyen, Caroline Sunshine e Kenton Duty